# Cuisinière (appareil)
Pour les articles homonymes, voir Cuisinière.
Une cuisinière est un appareil ménager ou électroménager, un meuble composé d'une table de cuisson et d'un four intégré permettant de faire chauffer et cuire différents plats, remplissant le même usage que les fourneaux à gaz et charbon qui peuvent — pouvaient — être des objets non mobiles, des éléments d'aménagement de la cuisine.
Chronologiquement, on distingue les cuisinières au bois, à charbon, à gaz (gaz de ville, butane ou propane) et les électriques (les plaques chauffantes simples, les plaques vitrocéramiques).

## Cuisinière à bois ou charbon
Les cuisinières à bois et à charbon permettent de cuire dans un récipient posé sur le dessus (poêle, cocotte, casserole, etc.) ou dans le four. Certaines permettent aussi de chauffer de l'eau pour le chauffage du bâtiment et l'eau chaude domestique, ce sont les cuisinières-chaudières.

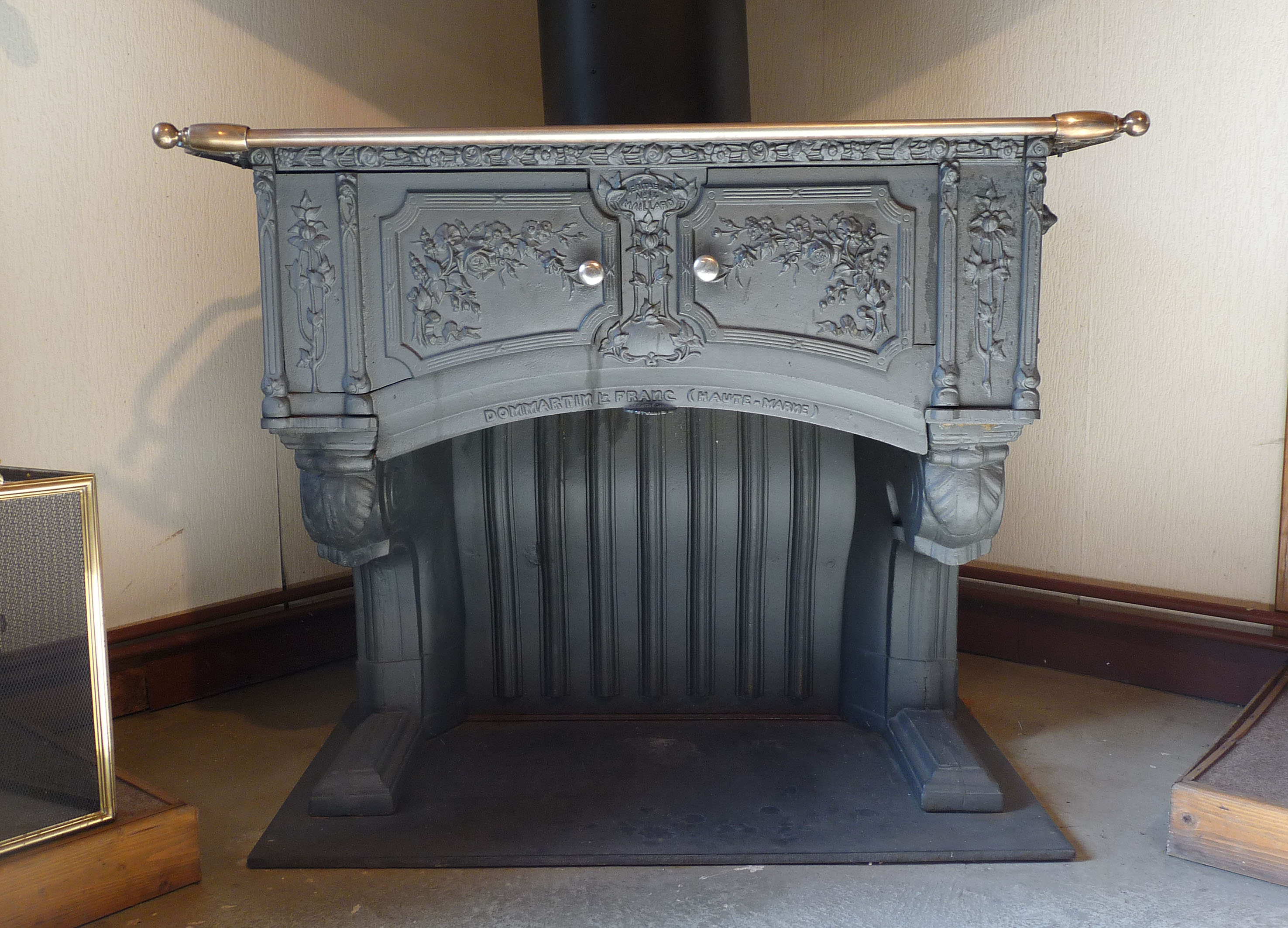
Cheminée-cuisinière Maillard (Dommartin-le-Franc).
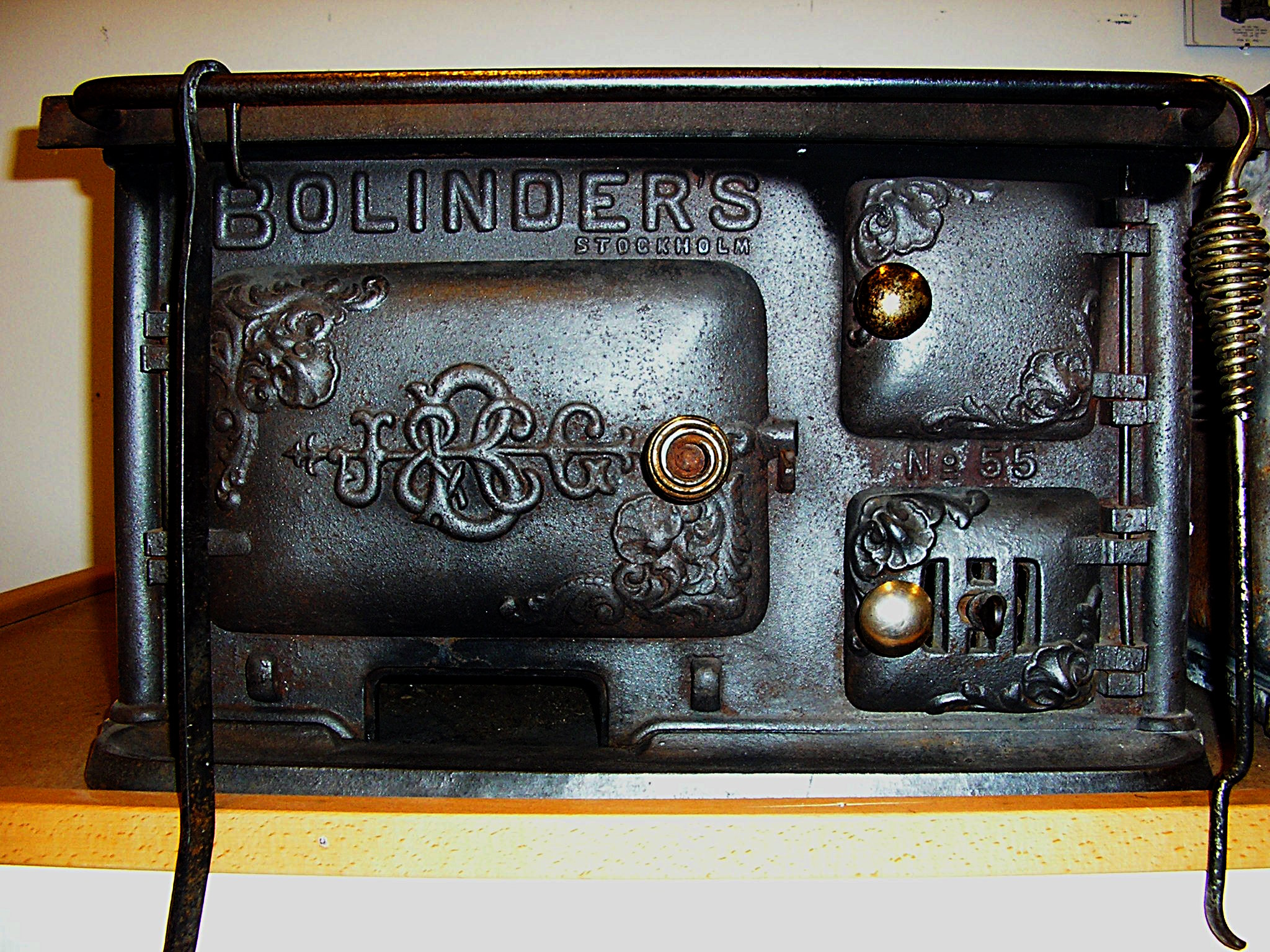
Une cuisinière à bois en fonte brute.
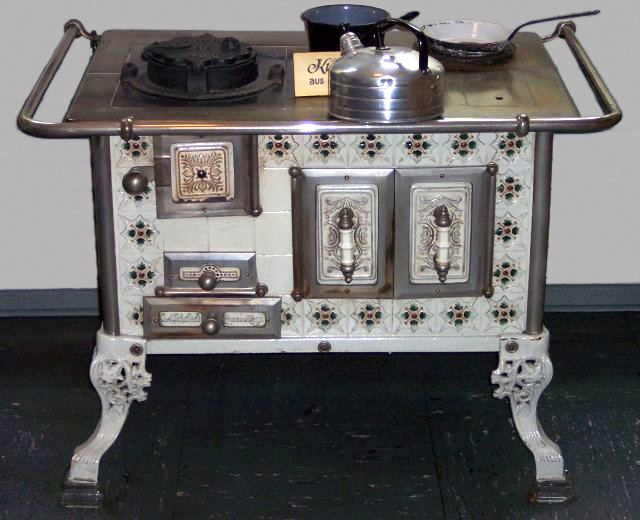
Une cuisinière à bois décorée de céramique blanche.
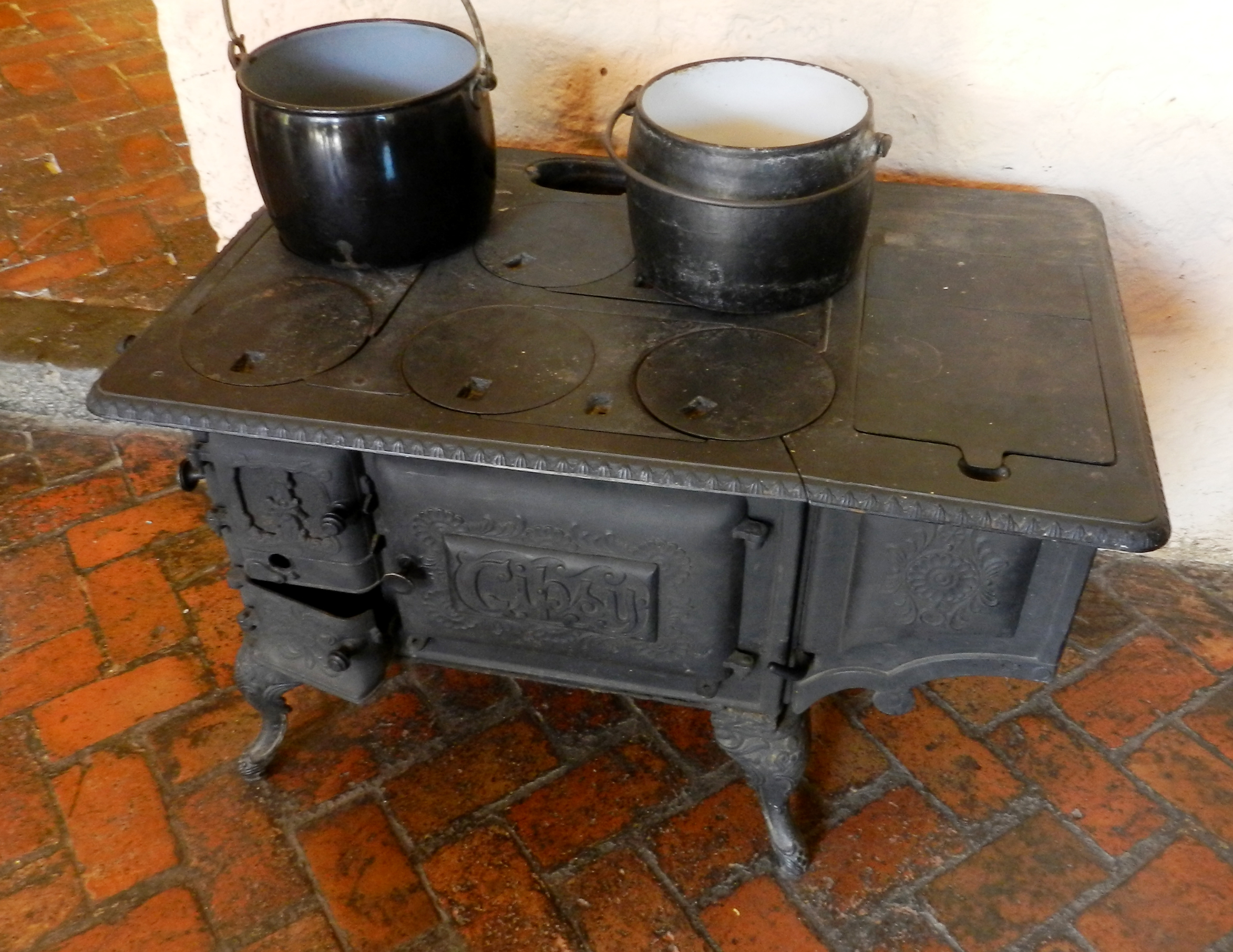
Cuisinière de marque Gipsy, Maison du Fondateur, Arequipa, Pérou.
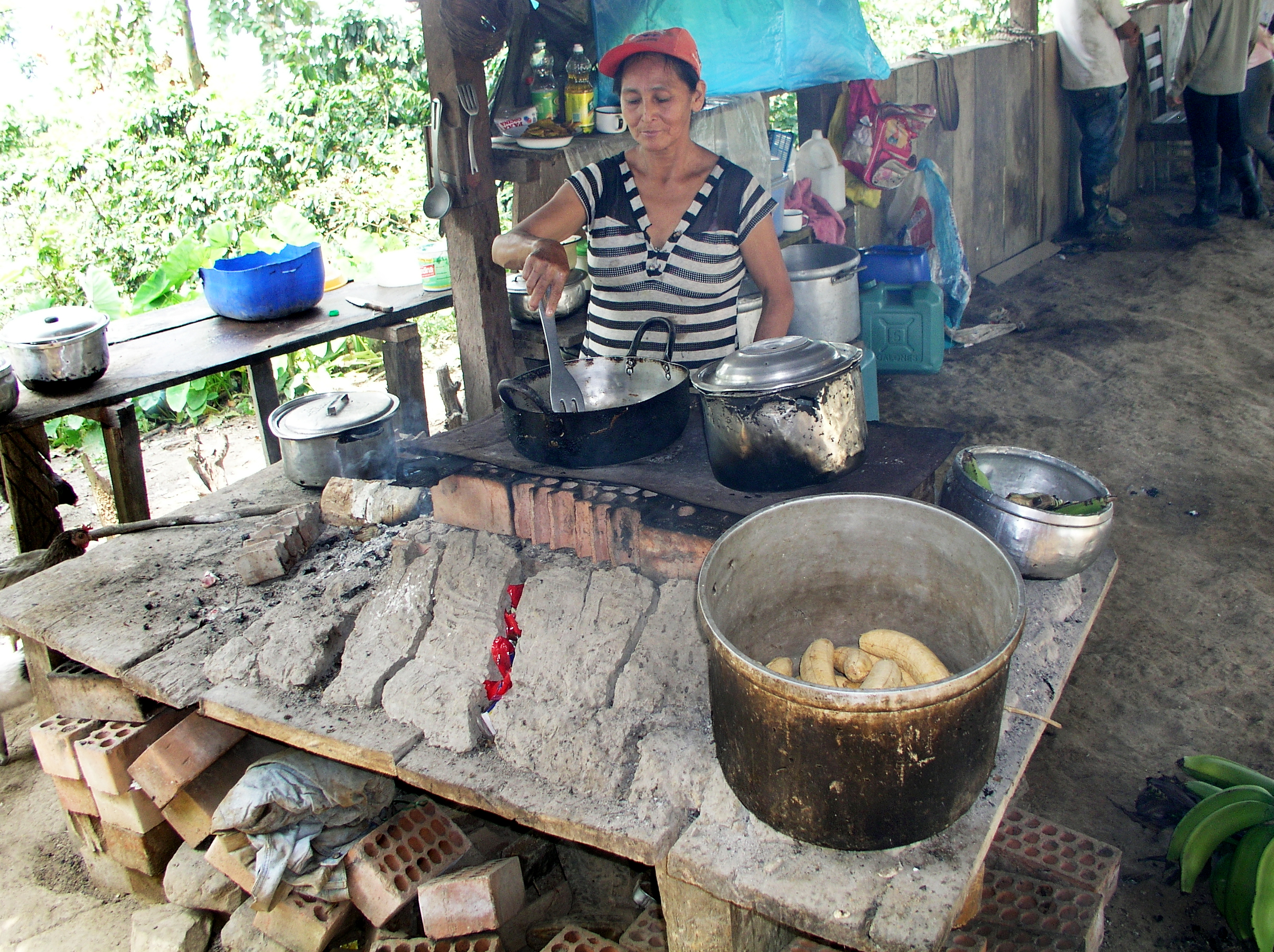
Cuisinière artisanale surélevée, village de Miguel Grau, Tocache, San Martin, Pérou.
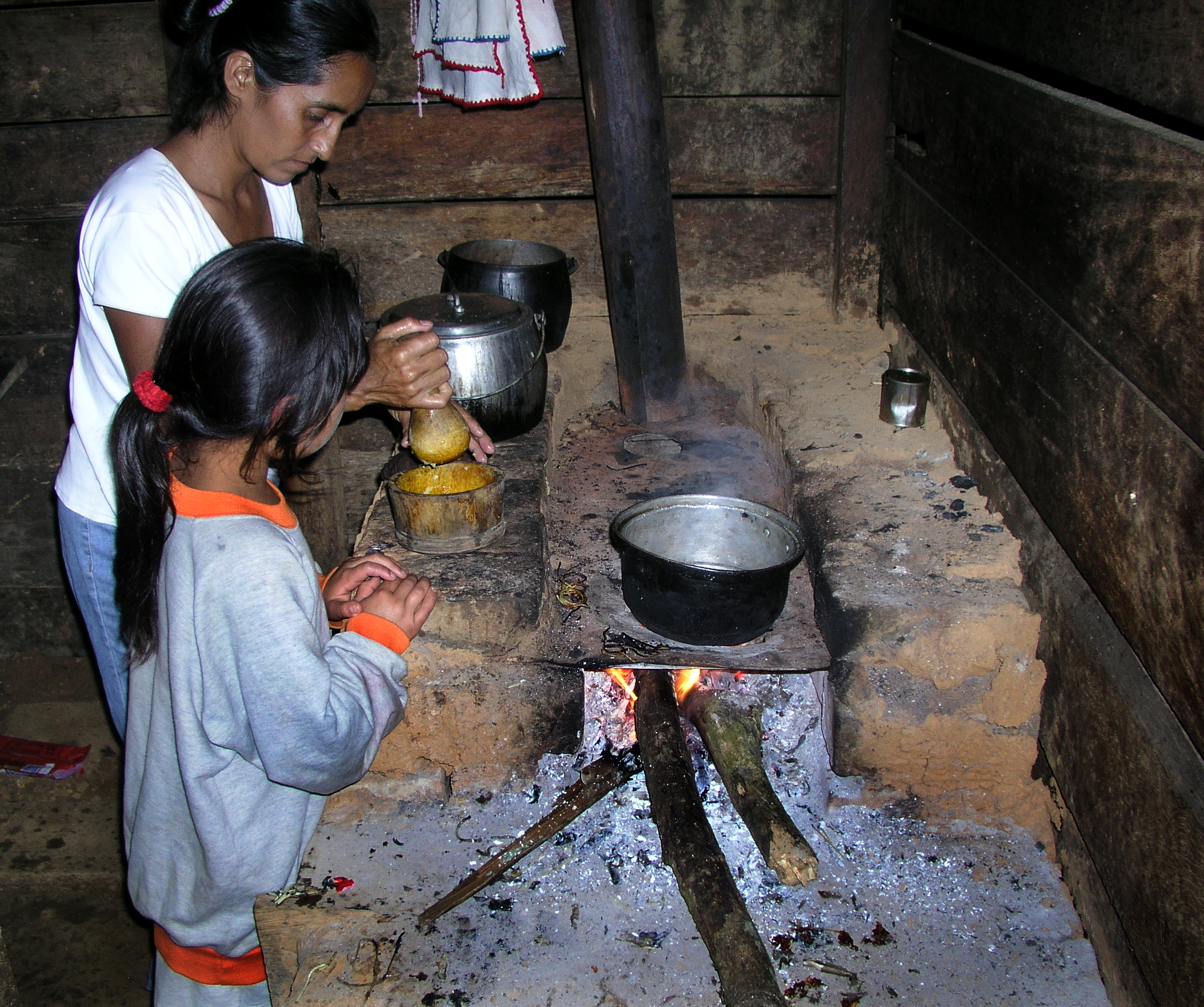
Cuisinière à bois du village de Villaflor, Cordillère de Colan, Bagua, Amazonas, Pérou.
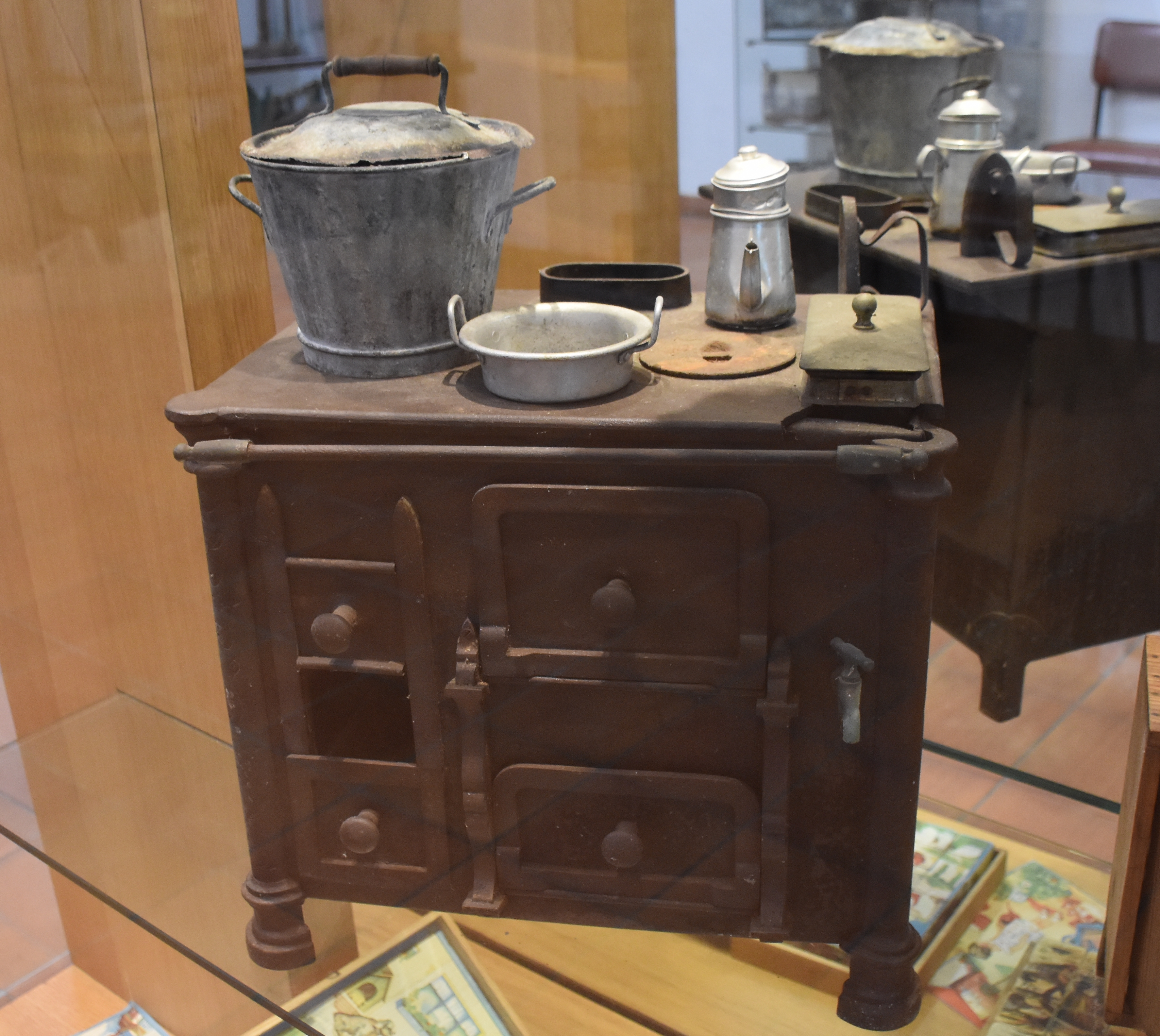
Cuisinière jouet. (Village Musée du Der)

## Cuisinière à gaz

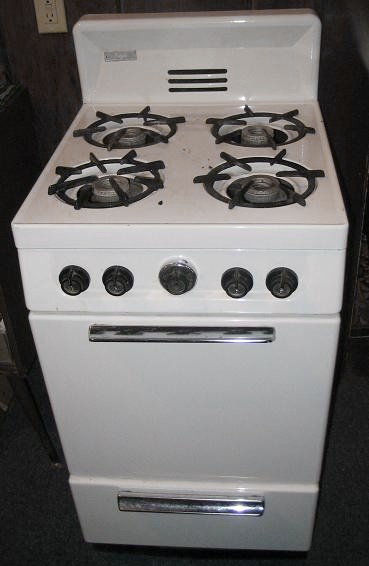
Cuisinière à gaz.

Une cuisinière à gaz, ou gazinière (néologisme forgé sur gaz et cuisinière) est un appareil utilisé dans les cuisines, permettant la cuisson alimentaire à partir de gaz naturel ou d'autres gaz combustibles (butane, propane, etc.), le comburant étant toujours le dioxygène de l'air.
Les premières gazinières sont apparues dès les années 1820. James Sharp déposa un brevet pour une gazinière à Northampton en Angleterre en 1826 et ouvrit une usine de fabrication en 1836.
Au Crystal Palace à la Great Exhibition of the Works of Industry of all Nations à Londres en 1851, une gazinière fut exposée au public, mais ce n'est que dans les années 1880 que la technologie devint un succès commercial.
La lenteur du développement du réseau de gaz et la réticence face à l'entrée de la science dans les cuisines peuvent expliquer pourquoi la gazinière n'a pas obtenu un succès immédiat.
Ensuite, un four fut intégré dans la base et la taille fut réduite pour que l'ensemble puisse facilement rentrer dans une cuisine.

## Cuisinière électrique

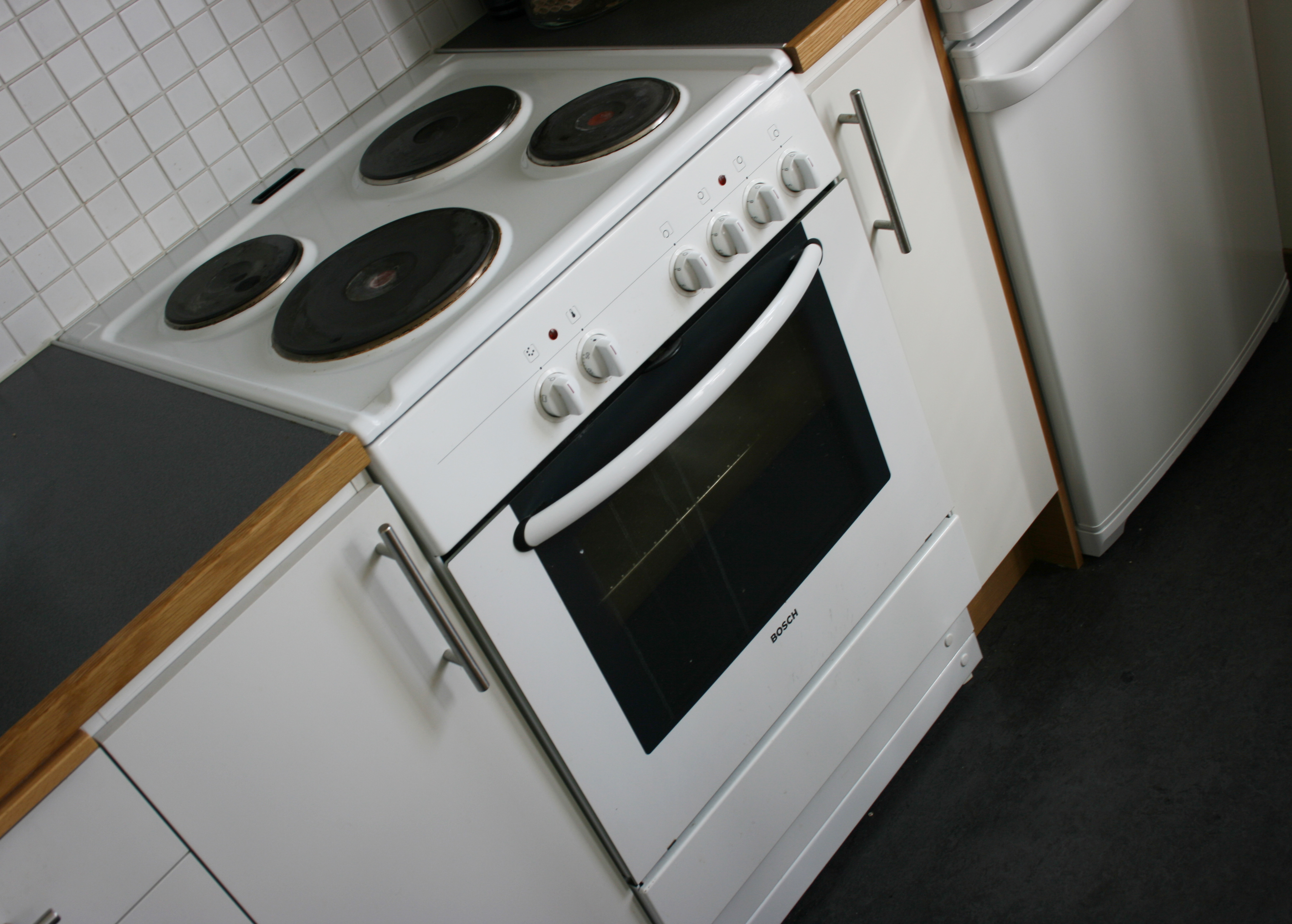
Cuisinière électrique.

Les plaques de cuisson utilisent différentes technologies :
- résistance chauffante : la chaleur est apportée à une plaque métallique dans laquelle est insérée une résistance électrique. L'élévation de température de cette plaque permet de faire chauffer les ustensiles de cuisine posés dessus. Ce type de plaque de cuisson est caractérisé par une assez grande inertie liée à sa masse relativement importante ;
- vitrocéramique : une cuisinière peut être équipée d'une plaque vitrocéramique comportant des foyers de système :
  - radiant : le foyer radiant transmet la chaleur par rayonnement, principalement dans les infrarouges (longueur d'onde de 0,7 et 400 micromètres),
  - halogène : le foyer halogène utilise une ampoule halogène comme élément chauffant rayonnant,
  - induction : une plaque à induction transmet la chaleur par le phénomène de rayonnement électromagnétique qui nécessite des casseroles adaptées, leur fond doit contenir un matériau bon conducteur du magnétisme. Cela ne peut être fait par l'acier inox ordinaire, le cuivre, l'aluminium, le verre, le silicone.

Point commun de toutes les cuisinières électriques : le four n'utilise pas l'induction, mais peut utiliser l'air pulsé.